# Lista över världsarv i Europa
Detta är en lista över världsarven i Europa. Idag (29 juni 2011) finns här 398 världsarv, därav 362 kulturarv, 27 naturarv och 9 kultur- och naturarv. Detta motsvarar 42,5% av det totala antalet i världen (till Europa räknas här in EU-landet Cypern och EU:s kandidatland, Turkiet samt Georgien (3 kulturarv). För Ryssland räknas här endast den europeiska delen). Världsarv i Kanarieöarna, Réunion och Sankta Helena, Ascension och Tristan da Cunha har räknats in under Afrika, världsarv i Bermuda, Grönland och Nederländska Antillerna har räknats in under Nordamerika och världsarv i Pitcairn och Nya Kaledonien har räknats in under Oceanien.
| K | Kulturarv            |
| N | Naturarv             |
| X | Kultur- och naturarv |

## Albanien[2]
| År   | Typ | Namn                                       |
| ---- | --- | ------------------------------------------ |
| 1992 | K   | Butrint (utvidgat 1999)                    |
| 2005 | K   | Berats och Gjirokastërs historiska centrum |

## Andorra[3]
| År   | Typ | Namn                        |
| ---- | --- | --------------------------- |
| 2004 | K   | Madriu-Perafita-Clarordalen |

## Belgien[4]
| År   | Typ | Namn                                                                                      |
| ---- | --- | ----------------------------------------------------------------------------------------- |
| 1998 | K   | Flamländska beginergårdar                                                                 |
| 1998 | K   | De fyra slussarna i Canal du centre med omgivningar, La Louvière och Le Roeulx (Hainault) |
| 1998 | K   | Grand-Place                                                                               |
| 1999 | K   | Beffroier i Belgien och Frankrike (utvidgat 2005)                                         |
| 2000 | K   | Brygges gamla stadskärna                                                                  |
| 2000 | K   | Betydande verk av arkitekten Victor Horta i Bryssel                                       |
| 2000 | K   | Neolitiska flintgruvorna i Spiennes (Mons)                                                |
| 2000 | K   | Notre-Dame-katedralen i Tournai                                                           |
| 2005 | K   | Plantin-Moretus museum                                                                    |
| 2009 | K   | Palais Stoclet                                                                            |

## Bosnien och Hercegovina[5]
| År   | Typ | Namn                                       |
| ---- | --- | ------------------------------------------ |
| 2005 | K   | Gamla broområdet i den gamla staden Mostar |
| 2007 | K   | Mehmed Paša Sokolovićs bro i Višegrad      |

## Bulgarien[6]
| År   | Typ | Namn                            |
| ---- | --- | ------------------------------- |
| 1979 | K   | Bojanakyrkan                    |
| 1979 | K   | Ryttaren i Madara               |
| 1979 | K   | Klippkyrkorna i Ivanovo         |
| 1979 | K   | Den trakiska graven i Kazanlak  |
| 1983 | K   | Fornstaden Nessebar             |
| 1983 | N   | Srebarna naturreservat          |
| 1983 | N   | Pirin nationalpark              |
| 1983 | K   | Rilaklostret                    |
| 1985 | K   | Den trakiska graven i Svesjtari |

## Cypern[7]
| År   | Typ | Namn                                    |
| ---- | --- | --------------------------------------- |
| 1980 | K   | Pafos                                   |
| 1985 | K   | Målade kyrkor i Troodos (utvidgat 2001) |
| 1998 | K   | Choirokoitia                            |

## Danmark[8]
| År   | Typ | Namn                                          |
| ---- | --- | --------------------------------------------- |
| 1994 | K   | Gravhögarna, runstenarna och kyrkan i Jelling |
| 1995 | K   | Domkyrkan i Roskilde                          |
| 2000 | K   | Kronborg                                      |
| 2014 | N   | Vadehavet                                     |
| 2014 | K   | Stevns klint                                  |
| 2015 | K   | Christiansfeld                                |
| 2015 | K   | Parforcejaktlandskap på norra Själland        |
| 2023 | K   | Ringborgar från vikingatiden                  |

För Grönlands världsarv, se Lista över världsarv i Nordamerika

## Estland[10]
| År   | Län            | Typ | Namn                                                                    |
| ---- | -------------- | --- | ----------------------------------------------------------------------- |
| 1997 | Harjumaa       | K   | Gamla staden i Tallinn                                                  |
| 2005 | Tartumaa       | K   | Struves meridianbåge — Mätpunkten "Dorpat" i Tartus gamla observatorium |
| 2005 | Lääne-Virumaa  | K   | Struves meridianbåge — Mätpunkten "Katko" i byn Simuna                  |
| 2005 | Lääne-Viru län | K   | Struves meridianbåge — Mätpunkten "Woibifer" i byn Võivere              |

## Finland[11]
| År   | Landskap          | Typ | Namn |
| ---- | ----------------- | --- | --- |
| 1991 | Satakunda         | K   | Gamla Raumo |
| 1991 | Nyland            | K   | Sveaborg |
| 1994 | Mellersta Finland | K   | Petäjävesi gamla kyrka |
| 1996 | Kymmenedalen      | K   | Verla träsliperi och pappfabrik |
| 1999 | Satakunda         | K   | Sammallahdenmäki, gravrösen från bronsåldern                                                                                                |
| 2005 | Lappland          | K   | Struves meridianbåge — Mätpunkterna "Avasaksa" på berget Aavasaksa, "Tornea" i Nedertorneå kyrka och "Stuor-Oivi" på berget Stuorrahanoaivi |
| 2005 | Kymmenedalen      | K   | Struves meridianbåge — Mätpunkten "Svartvira" på ön Svartviran                                                                              |
| 2005 | Nyland            | K   | Struves meridianbåge — Mätpunkten "Porlom II" nära byn Porlom                                                                               |
| 2005 | Mellersta Finland | K   | Struves meridianbåge — Mätpunkten "Puolakka" på berget Oravivuori                                                                           |
| 2006 | Österbotten       | N   | Höga kusten/Kvarkens skärgård |

## Frankrike[12]
| År   | Region                     | Typ | Namn                                                                                                 |
| ---- | -------------------------- | --- | --- |
| 1979 | Aquitaine                  | K   | De målade grottorna i Vézèredalen                                                                    |
| 1979 | Normandie                  | K   | Mont Saint Michel                                                                                    |
| 1979 | Bourgogne                  | K   | Basilikan i Vézelay                                                                                  |
| 1979 | Centre-Val de Loire        | K   | Katedralen i Chartres                                                                                |
| 1979 | Ile-de-France              | K   | Versailles slott och slottspark                                                                      |
| 1981 | Bourgogne                  | K   | Cistercienserklostret i Fonteney                                                                     |
| 1981 | Ile-de-France              | K   | Fontainebleaus slott och slottspark                                                                  |
| 1981 | Hauts-de-France            | K   | Katedralen i Amiens                                                                                  |
| 1981 | Provence-Alpes-Côte d'Azur | K   | Romerska teatern och Triumfbågen i Orange                                                            |
| 1981 | Provence-Alpes-Côte d'Azur | K   | Romerska och romanska monument i Arles                                                               |
| 1982 | Franche-Comté              | K   | Från stora saltbruken i Salins-les-Bains till de kungliga saltbruken i Arc-et-Senans (utvidgat 2009) |
| 1983 | Korsika                    | N   | Portobukten: Calanches de Piana, Girolatabukten, Scandolareservatet                                  |
| 1983 | Grand Est                  | K   | Place Stanislas, Place de la Carrière, och Place d'Alliance i Nancy                                  |
| 1983 | Nouvelle-Aquitaine         | K   | Klosterkyrkan i Saint-Savin sur Gartempe                                                             |
| 1985 | Occitanien                 | K   | Romerska akvedukten Pont du Gard                                                                     |
| 1988 | Grand Est                  | K   | Grande île i Strasbourg                                                                              |
| 1991 | Champagne-Ardenne          | K   | Katedralen i Reims, Saint-Remibasilikan och Taupalatset i Reims                                      |
| 1991 | Ile-de-France              | K   | Stranden av floden Seine i Paris                                                                     |
| 1992 | Centre                     | K   | Katedralen i Bourges                                                                                 |
| 1995 | Provence-Alpes-Côte d'Azur | K   | Avignons historiska stadskärna                                                                       |
| 1996 | Occitanien                 | K   | Canal du Midi (delvis i Midi-Pyrénées)                                                               |
| 1996 | Occitanien                 | K   | Canal du Midi (delvis i Languedoc-Roussillon)                                                        |
| 1997 | Occitanien                 | K   | Gamla staden och murarna i Carcassonne                                                               |
| 1997 | Occitanien                 | X   | Mont Perdu i Pyrenéerna                                                                              |
| 1998 | Auvergne-Rhône-Alpes       | K   | Historiska platser i Lyon                                                                            |
| 1998 | -flera-                    | K   | Franska delen av pilgrimsleden till Santiago de Compostela                                           |
| 1999 | -flera-                    | K   | Beffroier i Belgien och Frankrike (utvidgat 2005)                                                    |
| 1999 | Aquitaine                  | K   | Vingårdsområdet i Saint-Emilion                                                                      |
| 2000 | Centre                     | K   | Loiredalen mellan Sully-sur-Loire och Chalonnes (delvis i Pays de la Loire)                          |
| 2000 | Pays de la Loire           | K   | Loiredalen mellan Sully-sur-Loire och Chalonnes (delvis i Centre)                                    |
| 2001 | Ile-de-France              | K   | Medeltida festivalstaden Provins                                                                     |
| 2005 | Normandie                  | K   | Le Havre, den av Auguste Perret återuppbyggda staden                                                 |
| 2007 | Aquitaine                  | K   | Bordeaux, Månens hamnstad                                                                            |
| 2008 | -flera-                    | K   | Fästningsverk av Vauban                                                                              |
| 2010 | Occitanien                 | K   | Biskopsstaden Albi                                                                                   |
| 2011 | ?                          | K   | Förhistoriska pålhus i Alperna                                                                       |
| 2011 | ?                          | K   | Causses och Cevennerna                                                                               |

- För världsarv i Nya Kaledonien, se under Lista över världsarv i Oceanien
- För världsarv i Réunion, se under Lista över världsarv i Afrika

## Georgien[13]
| År   | Region            | Typ | Namn                               |
| ---- | ----------------- | --- | ---------------------------------- |
| 1994 | Imeretien         | K   | Gelatiklostret & Bagratikatedralen |
| 1994 | Mtscheta-Mtianeti | K   | Historiska monumenten i Mtscheta   |
| 1996 | Svanetien         | K   | Övre Svanetien                     |

## Grekland[14]
| År   | Region               | Typ | Namn                                                                       |
| ---- | -------------------- | --- | -------------------------------------------------------------------------- |
| 1986 | Peloponnesos         | K   | Apollotemplet i Bassae                                                     |
| 1987 | Grekiska fastlandet  | K   | Arkeologiska området Delfi                                                 |
| 1987 | Peloponnesos         | K   | Akropolis, Aten                                                            |
| 1988 | Athos                | X   | Berget Athos                                                               |
| 1988 | Thessalien           | X   | Meteoraklostren                                                            |
| 1988 | Mellersta Makedonien | K   | Gamla kristna och bysantinska monument i Thessaloniki                      |
| 1988 | Peloponnesos         | K   | Antika staden Epidauros                                                    |
| 1988 | Sydegeiska öarna     | K   | Medeltida staden Rhodos                                                    |
| 1988 | Västra Grekland      | K   | Ruinerna av Olympia                                                        |
| 1989 | Peloponnesos         | K   | Mystras                                                                    |
| 1990 | Sydegeiska öarna     | K   | Ön Delos                                                                   |
| 1990 | -flera-              | K   | Klostren Daphni (Aten), Hosios Lukas (Delfi) och Nea Moni på ön Chios      |
| 1992 | Nordegeiska öarna    | K   | Pythagoreion och Heraion på Samos                                          |
| 1996 | Mellersta Makedonien | K   | Arkeologiska platser i Vergina                                             |
| 1999 | Peloponnesos         | K   | Arkeologiska platser i Mykene och Tiryns                                   |
| 1999 | Sydegeiska öarna     | K   | Gamla staden samt Sankt Johannes kloster och Apokalypsgrottan på ön Patmos |
| 2007 | Joniska öarna        | K   | Gamla staden Korfu                                                         |

## Irland[15]
| År   | Typ | Namn                                                                |
| ---- | --- | ------------------------------------------------------------------- |
| 1993 | K   | De förhistoriska lämningarna vid Boyne: Newgrange, Knowth och Dowth |
| 1996 | K   | Skellig Michael                                                     |

## Island[16]
| År   | Typ | Namn                    |
| ---- | --- | ----------------------- |
| 2004 | K   | Þingvellir nationalpark |
| 2008 | N   | Surtsey                 |

## Italien[17]
| År   | Region                | Typ | Namn |
| ---- | --------------------- | --- | --- |
| 1979 | Lombardiet            | K   | Valcamonicas hällristningar                                                                                               |
| 1980 | Lazio                 | K   | Roms historiska centrum, Vatikanstatens egendomar i Rom med extraterritoriella rättigheter och San Paolo fuori le Mura    |
| 1980 | Lombardiet            | K   | Kyrkan och dominikanerklostret i Santa Maria delle Grazie med målningen "Sista måltiden" av Leonardo da Vinci             |
| 1982 | Toscana               | K   | Florens historiska centrum                                                                                                |
| 1987 | Toscana               | K   | Piazza del Duomo, Pisa |
| 1987 | Veneto                | K   | Venedig och dess lagun |
| 1990 | Toscana               | K   | San Gimignanos historiska centrum                                                                                         |
| 1993 | Basilicata            | K   | Sassi di Matera |
| 1994 | Veneto                | K   | Staden Vicenza och de Palladiska villorna i Veneto (utvidgat 1996)                                                        |
| 1995 | Emilia-Romagna        | K   | Ferrara, Renässansstaden och dess Po-delta                                                                                |
| 1995 | Kampanien             | K   | Neapels historiska centrum                                                                                                |
| 1995 | Lombardiet            | K   | Crespi d'Adda |
| 1995 | Toscana               | K   | Sienas historiska centrum                                                                                                 |
| 1996 | Apulien               | K   | Castel del Monte |
| 1996 | Apulien               | K   | Trulli i Alberobello |
| 1996 | Emilia-Romagna        | K   | Tidiga kristna monument i Ravenna                                                                                         |
| 1996 | Toscana               | K   | Pienzas historiska centrum                                                                                                |
| 1997 | Emilia-Romagna        | K   | Katedralen, Torre Civica och Piazza Grande, Modena                                                                        |
| 1997 | Kampanien             | K   | Kungliga 1700-talspalatset i Caserta med parken, Vanvitelliakvedukten och San Leucio-komplexet.                           |
| 1997 | Kampanien             | K   | Arkeologiska områden i Pompeji, Herculaneum och Torre Annunziata                                                          |
| 1997 | Kampanien             | K   | Costiera Amalfitana |
| 1997 | Ligurien              | K   | Porto Venere, Cinque Terre och öarna (Palmaria, Tino och Tinetto)                                                         |
| 1997 | Piemonte              | K   | Huset Savojens residens                                                                                                   |
| 1997 | Sardinien             | K   | Su Nuraxi di Barumini |
| 1997 | Sicilien              | K   | Agrigentos arkeologiska område                                                                                            |
| 1997 | Sicilien              | K   | Villa Romana del Casale                                                                                                   |
| 1997 | Veneto                | K   | Botaniska trädgården i Padua                                                                                              |
| 1998 | Friuli-Venezia Giulia | K   | Arkeologiska området och partiarkiska basilikan i Aquileia                                                                |
| 1998 | Kampanien             | K   | Cilento och Vallo di Diano nationalpark med de arkeologiska platserna Paestum och Velia, Roscigno samt Certosa di Padula. |
| 1998 | Marche                | K   | Urbinos historiska centrum                                                                                                |
| 1999 | Lazio                 | K   | Villa Adriana, Tivoli |
| 2000 | Sicilien              | N   | Eoliska öarna |
| 2000 | Umbrien               | K   | Assisi, Sankt Franciskus basilika och andra franciskanerplatser                                                           |
| 2000 | Veneto                | K   | Staden Verona |
| 2001 | Lazio                 | K   | Villa d'Este, Tivoli |
| 2002 | Sicilien              | K   | Senbarockstäder i Val di Noto (sydöstra Sicilien)                                                                         |
| 2003 | Lombardiet            | K   | Sacri monti (heliga berg) i Piemonte och Lombardiet.                                                                      |
| 2003 | Piemonte              | K   | Sacri monti (heliga berg) i Piemonte och Lombardiet.                                                                      |
| 2004 | Lazio                 | K   | Etruskiska begravningsplatser i Cerveteri och Tarquinia                                                                   |
| 2004 | Toscana               | K   | Val d'Orcia |
| 2005 | Sicilien              | K   | Syrakusa och det bergiga gravområdet Pantalica                                                                            |
| 2006 | Ligurien              | K   | Strade Nuove och Palazzi dei Rollisystemet i Genua.                                                                       |
| 2008 | Lombardiet            | K   | Mantua och Sabbioneta |
| 2008 | Lombardiet            | K   | Rätiska järnvägar i Albula / Berninalandskap                                                                              |
| 2009 | Trentino-Alto Adige   | N   | Dolomiterna (delvis i Veneto)                                                                                             |
| 2009 | Veneto                | N   | Dolomiterna (delvis i Trentino-Alto Adige)                                                                                |
| 2011 | ?                     | K   | Langobarderna i Italien. Styrkeområden (568-774 e.Kr.)                                                                    |
| 2011 | ?                     | K   | Förhistoriska pålhus i Alperna                                                                                            |
| 2013 |                       | K   | Etna |
| 2013 | Piemonte              | K   | Medicis villa och trädgård i Toscana                                                                                      |
| 2014 | Piemonte              | K   | Vinlandskapen i Langhe-Roero och Monferrato, Piemonte                                                                     |
| 2015 |                       | K   | Arabiska och normandiska byggnader i Palermo                                                                              |

## Kosovo[anm 8]
| År   | Typ | Namn                                        |
| ---- | --- | ------------------------------------------- |
| 2004 | K   | Medeltida monument i Kosovo (utvidgat 2006) |

## Kroatien[18]
| År   | Typ | Namn                                                     |
| ---- | --- | -------------------------------------------------------- |
| 1979 | K   | Dubrovniks historiska delar (utvidgat 1994)              |
| 1979 | N   | Nationalparken Plitvicesjöarna (utvidgat 2000)           |
| 1979 | K   | Splits historiska delar med Diocletianus palats          |
| 1997 | K   | Eufrasiusbasilikans biskopkomplex i gamla staden i Poreč |
| 1997 | K   | Den historiska stadskärnan i Trogir                      |
| 2000 | K   | S:t Jakobskatedralen i Šibenik                           |
| 2008 | K   | Stari Grads slättland                                    |

## Lettland[19]
| År   | Typ | Namn                                                          |
| ---- | --- | ------------------------------------------------------------- |
| 1997 | K   | Vecrīga, Rigas gamla stad                                     |
| 2005 | K   | Struves meridianbåge — Mätpunkten "Sestu-Kalns" på Ziestu     |
| 2005 | K   | Struves meridianbåge — Mätpunkten "Jacobstadt" i Struves park |

## Litauen[20]
| År   | Typ | Namn                              |
| ---- | --- | --------------------------------- |
| 1994 | K   | Gamla staden i Vilnius            |
| 2000 | K   | Kuriska näset (delvis i Ryssland) |
| 2004 | K   | Kernavė                           |
| 2005 | K   | Struves meridianbåge              |
| 2023 | K   | Kaunas                            |

## Luxemburg[21]
| År   | Typ | Namn                     |
| ---- | --- | ------------------------ |
| 1994 | K   | Gamla staden i Luxemburg |

## Malta[22]
| År   | Typ | Namn                      |
| ---- | --- | ------------------------- |
| 1980 | K   | Hal Saflieni Hypogeum     |
| 1980 | K   | Hagar Qim (utvidgat 1992) |
| 1980 | K   | Valletta                  |

## Moldavien[23]
| År   | Typ | Namn                 |
| ---- | --- | -------------------- |
| 2005 | K   | Struves meridianbåge |

## Montenegro[24]
| År   | Typ | Namn                                       |
| ---- | --- | ------------------------------------------ |
| 1980 | N   | Durmitor nationalpark                      |
| 1979 | K   | Natur- och kulturhistoriska regionen Kotor |

## Nederländerna[25]
| År   | Typ | Namn                                                                |
| ---- | --- | ------------------------------------------------------------------- |
| 1995 | K   | Polderlandskapet Schokland                                          |
| 1996 | K   | Amsterdams försvarslinje                                            |
| 1997 | K   | Kvarnnätverket i Kinderdijk-Elshout                                 |
| 1998 | K   | Woudas ångpumpstation i Friesland                                   |
| 1999 | K   | Poldern Beemster                                                    |
| 1999 | K   | Villa Schröder i Utrecht                                            |
| 2009 | N   | Vadehavet                                                           |
| 2010 | K   | Kanalringsområdet från 1600-talet i Amsterdam innanför Singelgracht |

För världsarv i Nederländska antillerna, se Lista över världsarv i Nordamerika

## Nordmakedonien[27]
| År   | Typ | Namn                                                |
| ---- | --- | --------------------------------------------------- |
| 1980 | X   | Staden Ohrid samt Ohridsjön och närliggande området |

## Norge[28]
| År   | Typ | Namn                                                   |
| ---- | --- | ------------------------------------------------------ |
| 1979 | K   | Urnes stavkyrka                                        |
| 1979 | K   | Bryggen i Bergen                                       |
| 1980 | K   | Bergsstaden Røros                                      |
| 1985 | K   | Hällristningarna i Alta                                |
| 2004 | K   | Vegaöarna                                              |
| 2005 | N   | Västnorska fjordarna Geirangerfjorden och Nærøyfjorden |
| 2005 | K   | Struves meridianbåge                                   |
| 2015 | K   | Rjukan–Notoddens industriminne                         |

## Polen[29]
| År   | Typ | Namn                                   |
| ---- | --- | -------------------------------------- |
| 1978 | K   | Gamla staden i Kraków                  |
| 1978 | K   | Saltgruvan i Wieliczka                 |
| 1979 | K   | Koncentrationslägret i Auschwitz       |
| 1980 | K   | Gamla staden i Warszawa                |
| 1979 | N   | Bialowiezaskogen                       |
| 1992 | K   | Gamla staden i Zamość                  |
| 1997 | K   | Den medeltida staden Toruń             |
| 1997 | K   | Tyska ordens ordensborg i Malbork      |
| 1999 | K   | Kulturlandskapet Kalwaria Zebrzydowska |
| 2001 | K   | Fredskyrkorna i Jawor och Świdnica     |
| 2003 | K   | Träkyrkor i södra Małopolska           |
| 2004 | K   | Muskauparken (delvis i Tyskland)       |
| 2006 | K   | Hala Ludowa i Wrocław                  |

## Portugal[30]
| År   | Typ | Namn                                                                                      |
| ---- | --- | ----------------------------------------------------------------------------------------- |
| 1983 | K   | Angra do Heroísmos centrum                                                                |
| 1983 | K   | Hieronymusklostret och Belemtornet i Lissabon                                             |
| 1983 | K   | Klostret i Batalha                                                                        |
| 1983 | K   | Klostret i Tomar                                                                          |
| 1988 | K   | Évoras gamla stad                                                                         |
| 1989 | K   | Klostret i Alcobaça                                                                       |
| 1995 | K   | Odlingslandskapet i Sintra                                                                |
| 1996 | K   | Portos gamla stad                                                                         |
| 1998 | K   | Förhistoriska hällristningar i Côadalen och Siega Verde: Côadalen (andra delen i Spanien) |
| 1999 | N   | Madeiras Laurisilva                                                                       |
| 2001 | K   | Vindistriktet Alto Douro                                                                  |
| 2001 | K   | Guimarães gamla stad                                                                      |
| 2004 | K   | Ön Picos vingårdslandskap                                                                 |
| 2012 | K   | Garnisonsstaden Elvas och dess befästningar                                               |
| 2013 | K   | Coimbras universitet                                                                      |

## Rumänien[31]
| År   | Typ | Namn                                     |
| ---- | --- | ---------------------------------------- |
| 1991 | N   | Donaudeltat                              |
| 1993 | K   | Horezu kloster                           |
| 1993 | K   | Moldovas kyrkor                          |
| 1993 | K   | Byar med befästa kyrkor i Transsylvanien |
| 1999 | K   | Träkyrkor i Maramureș                    |
| 1999 | K   | Dakiska fästningar i Orăștiebergen       |
| 1999 | K   | De historiska delarna av Sighișoara      |

## Ryssland[32]
| År   | Federalt distrikt | Typ | Namn                                                                                            |
| ---- | ----------------- | --- | ----------------------------------------------------------------------------------------------- |
| 1990 | Severo-Zapadnyj   | K   | Sankt Petersburgs historiska centrum och en grupp relaterade monument bl.a. fästningen Nöteborg |
| 1990 | Severo-Zapadnyj   | K   | Kizji pogosts kyrkor på ön Kizji i sjön Onega                                                   |
| 1990 | Tsentralnyj       | K   | Kreml och Röda torget i Moskva                                                                  |
| 1992 | Severo-Zapadnyj   | K   | Gamla staden i Novgorod med Kreml och Sofiakatedralen                                           |
| 1992 | Severo-Zapadnyj   | K   | Befästa klostret Solovetski i Vita havet                                                        |
| 1992 | Tsentralnyj       | K   | Vita monument i Vladimir och Suzdal                                                             |
| 1993 | Tsentralnyj       | K   | Arkitekturgruppen i Trefaldighetens-Sergius lavra i Sergijev Posad                              |
| 1994 | Tsentralnyj       | K   | Uppståndelsekyrkan i Kolomenskoje                                                               |
| 1995 | Severo-Zapadnyj   | N   | Komis urskogar, norra delen av Uralbergen                                                       |
| 1999 | Juzjnyj           | N   | Västra Kaukasus                                                                                 |
| 2000 | Severo-Zapadnyj   | K   | Kuriska näset (delvis i Litauen)                                                                |
| 2000 | Severo-Zapadnyj   | K   | Ferapontovklostret                                                                              |
| 2000 | Privolzjskij      | K   | Kazans Kreml                                                                                    |
| 2003 | Juzjnyj           | K   | Gamla staden, fästningen och citadellet i Derbent                                               |
| 2004 | Tsentralnyj       | K   | Novodevitjijklostret                                                                            |
| 2005 | Tsentralnyj       | K   | Staden Jaroslavls historiska centrum                                                            |
| 2005 | Severo-Zapadnyj   | K   | Struves meridianbåge                                                                            |

För världsarv i den asiatiska delen av Ryssland, se Lista över världsarv i Asien

## San Marino[33]
| År   | Typ | Namn                                            |
| ---- | --- | ----------------------------------------------- |
| 2008 | K   | San Marinos historiska centrum och Monte Titano |

## Schweiz[34]
| År   | Typ | Namn                                                           |
| ---- | --- | -------------------------------------------------------------- |
| 1983 | K   | Sankt Johannes benedektinerkonvent i Müstair                   |
| 1983 | K   | Klosterområdet med klosterkyrkan i Sankt Gallen                |
| 1983 | K   | Gamla staden i Bern                                            |
| 2000 | K   | De tre slotten och försvarsmuren runt handelsstaden Bellinzona |
| 2002 | N   | Glaciärområdet Jungfrau-Aletsch-Bietschhorn                    |
| 2003 | N   | Monte San Giorgio                                              |
| 2007 | K   | Lavaux, vingårdsterrasser                                      |
| 2008 | N   | Det schweiziska tektoniska området Sardona                     |
| 2008 | K   | Rätiska järnvägar i Albula / Berninalandskap                   |
| 2009 | K   | La Chaux-de-Fonds och Le Locle                                 |
| 2011 | K   | Förhistoriska pålhus i Alperna                                 |

## Serbien[35]
| År   | Typ | Namn                                 |
| ---- | --- | ------------------------------------ |
| 1979 | K   | Stari Ras och Sopocani               |
| 1986 | K   | Studenicaklostret                    |
| 2007 | K   | Gamzigrad-Romuliana, Galerius palats |

- För världsarv i Kosovo som tillhör konventionsstaten Serbien, se under rubriken för detta land.

## Slovakien[36]
| År   | Typ | Namn                                                                        |
| ---- | --- | --------------------------------------------------------------------------- |
| 1993 | K   | Vlkolinec                                                                   |
| 1993 | K   | Levoča, Spisskyborgen och dess associerade kulturmonument (utvidgat 2009)   |
| 1993 | K   | Historiska staden Banská Štiavnica och de tekniska monumenten i dess närhet |
| 1995 | N   | Grottorna i Aggtelek karst och Slovakiska karst                             |
| 2000 | K   | Bardejovs stadsreservat                                                     |
| 2007 | N   | Bokurskogarna i Karpaterna och Tyskland                                     |
| 2008 | K   | Träkyrkor i den slovakiska delen av Karpaterna                              |

## Slovenien[37]
| År   | Typ | Namn                                          |
| ---- | --- | --------------------------------------------- |
| 1988 | N   | Skocjangrottorna                              |
| 2011 | K   | Förhistoriska pålhus i Alperna                |
| 2012 | K   | Kvicksilverfyndigheterna i Almadén och Idrija |

## Spanien[38]
| År   | Region              | Typ | Namn                                                                                          |
| ---- | ------------------- | --- | --------------------------------------------------------------------------------------------- |
| 1984 | Andalusien          | K   | Gamla staden i Córdoba                                                                        |
| 1984 | Andalusien          | K   | Alhambra, Generalife och Albayzin i Granada                                                   |
| 1984 | Kastilien-Leon      | K   | Katedralen i Burgos                                                                           |
| 1984 | Katalonien          | K   | Antoni Gaudís verk i Barcelona (utvidgat 2005)                                                |
| 1984 | Madrid              | K   | El Escorial nära Madrid                                                                       |
| 1985 | Asturien            | K   | Monument i Oviedo och kungariket Asturien                                                     |
| 1985 | Galicien            | K   | Gamla staden i Santiago de Compostela                                                         |
| 1985 | Kantabrien          | K   | Altamiragrottan                                                                               |
| 1985 | Kastilien-Leon      | K   | Gamla staden i Segovia och Segoviaakvedukten                                                  |
| 1985 | Kastilien-Leon      | K   | Gamla staden i Ávila                                                                          |
| 1986 | Aragonien           | K   | Mudéjararkitektur i Aragonien                                                                 |
| 1986 | Extremadura         | K   | Gamla staden i Caceres                                                                        |
| 1986 | Kastilien-La Mancha | K   | Den historiska staden Toledo                                                                  |
| 1987 | Andalusien          | K   | Katedralen, Alcázar och Archivo de Indias i Sevilla                                           |
| 1988 | Kastilien-Leon      | K   | Gamla staden i Salamanca                                                                      |
| 1991 | Katalonien          | K   | Pobletklostret                                                                                |
| 1993 | -flera-             | K   | Spanska delen av Jakobsvägen till Santiago de Compostela                                      |
| 1993 | Extremadura         | K   | Arkeologiska fynd i Mérida                                                                    |
| 1993 | Extremadura         | K   | Santa María de Guadalupes kungliga kloster                                                    |
| 1994 | Andalusien          | N   | Doñana nationalpark                                                                           |
| 1996 | Kastilien-La Mancha | K   | Den historiska, muromgärdade staden Cuenca                                                    |
| 1996 | Valencia            | K   | La Lonja de la Seda                                                                           |
| 1997 | Aragonien           | X   | Monte Perdido i Pyrenéerna                                                                    |
| 1997 | Kastilien-Leon      | K   | Las Médulas                                                                                   |
| 1997 | Katalonien          | K   | Palau de la Música Catalana och Hospital de Sant Pau, Barcelona                               |
| 1997 | La Rioja            | K   | San Millán de la Cogolla Yuso och Suso kloster                                                |
| 1998 | -flera-             | K   | Klippmålningar på iberiska halvön                                                             |
| 1998 | Madrid              | K   | Universitetet och det historiska området i Alcalá de Henares                                  |
| 1999 | Balearerna          | X   | Ibiza, biodiversitet och kultur                                                               |
| 2000 | Galicien            | K   | Romerska murarna i Lugo                                                                       |
| 2000 | Kastilien-Leon      | K   | Grottorna i Atapuerca                                                                         |
| 2000 | Katalonien          | K   | Arkeologiska fynd i Tárraco                                                                   |
| 2000 | Katalonien          | K   | Katalanska romanska kyrkor i Vall de Boí                                                      |
| 2000 | Valencia            | K   | Palmlunden i Elche                                                                            |
| 2001 | Madrid              | K   | Kulturlandskapet Aranjuez                                                                     |
| 2003 | Andalusien          | K   | Renässansmonument i Úbeda och Baeza                                                           |
| 2006 | Baskien             | K   | Biscayabron                                                                                   |
| 2009 | Galicien            | K   | Herkulestornet                                                                                |
| 2010 | Kastilien och Leon  | K   | Förhistoriska hällristningar i Côadalen och Siega Verde: Siega Verde (andra delen i Portugal) |
| 2011 | Balearerna          | K   | Kulturlandskapet Serra de Tramuntana                                                          |
| 2012 |                     | K   | Kvicksilverfyndigheterna i Almadén och Idrija                                                 |

- För världsarv i Kanarieöarna, se under Lista över världsarv i Afrika.

## Storbritannien[39]
| År   | Riksdel - Region               | Typ | Namn                                                                                 |
| ---- | ------------------------------ | --- | ------------------------------------------------------------------------------------ |
| 1986 | England - Nordöstra England    | K   | Durhams slott och Durhams katedral                                                   |
| 1986 | England - Västra Midlands      | K   | Ironbridge                                                                           |
| 1986 | England - Sydvästra England    | K   | Stonehenge, Avebury och tillhörande områden                                          |
| 1986 | England - Yorkshire och Humber | K   | Parken Studley Royal med ruinerna av Fountains Abbey                                 |
| 1986 | Nordirland                     | N   | Giant's Causeway och Causeway Coast                                                  |
| 1986 | Skottland                      | X   | St Kilda (utvidgat 2005)                                                             |
| 1986 | Wales                          | K   | Edvard I:s slott och stadsmurar i Harlech, Beaumaris, Caernarfon och Conwy (Gwynedd) |
| 1987 | England - -flera-              | K   | Romarrikets yttre gränser (delvis i Tyskland) – Hadrianus mur (utvidgat 2005)        |
| 1987 | England - Storlondon           | K   | Westminster Abbey, New Palace of Westminster och Saint Margaret's Church             |
| 1987 | England - Sydvästra England    | K   | Staden Bath                                                                          |
| 1987 | England - Sydöstra England     | K   | Blenheim Palace                                                                      |
| 1988 | England - Storlondon           | K   | Tower of London                                                                      |
| 1988 | England - Sydöstra England     | K   | Katedralen i Canterbury, St. Augustine's Abbey och Sankt Martins kyrka               |
| 1995 | Skottland                      | K   | Edinburgh (gamla och nya staden)                                                     |
| 1997 | England - Storlondon           | K   | Maritima Greenwich                                                                   |
| 1999 | Skottland                      | K   | Heart of Neolithic Orkney (Skara Brae på Orkneyöarna med flera)                      |
| 2000 | Wales                          | K   | Blaenavons industrilandskap                                                          |
| 2001 | England - Östra Midlands       | K   | Derwent Valley Mills                                                                 |
| 2001 | England - Sydvästra England    | N   | Dorsets och östra Devons kuster                                                      |
| 2001 | England - Yorkshire och Humber | K   | Saltaire                                                                             |
| 2001 | Skottland                      | K   | New Lanark                                                                           |
| 2003 | England - Storlondon           | K   | Royal Botanic Gardens, Kew (Kungliga botaniska trädgården, Kew)                      |
| 2004 | England - Nordvästra England   | K   | Handels- och sjöfartsstaden Liverpool                                                |
| 2006 | England - Sydvästra England    | K   | Cornwalls och västra Devons gruvlandskap                                             |
| 2009 | Wales                          | K   | Pontcysyllteakvedukten och kanalen                                                   |
| 2015 | Skottland                      | K   | Forthbron (järnvägsbro på floden Forth)                                              |

- För världsarv i Bermuda, se under Lista över världsarv i Nordamerika
- För världsarv i Pitcairn, se under Lista över världsarv i Oceanien
- För världsarv i Sankta Helena, Ascension och Tristan da Cunha, se under Lista över världsarv i Afrika

## Sverige[40]
| År   | Län                  | Typ | Namn                                                                                             |
| ---- | -------------------- | --- | ------------------------------------------------------------------------------------------------ |
| 1991 | Stockholms län       | K   | Drottningholms slott                                                                             |
| 1993 | Stockholms län       | K   | Birka och Hovgården                                                                              |
| 1993 | Västmanlands län     | K   | Engelsbergs bruk                                                                                 |
| 1994 | Stockholms län       | K   | Skogskyrkogården                                                                                 |
| 1994 | Västra Götalands län | K   | Hällristningsområdet i Tanum                                                                     |
| 1995 | Gotlands län         | K   | Hansestaden Visby                                                                                |
| 1996 | Norrbottens län      | K   | Gammelstads kyrkstad                                                                             |
| 1996 | Norrbottens län      | X   | Laponia                                                                                          |
| 1998 | Blekinge län         | K   | Örlogsstaden Karlskrona                                                                          |
| 2000 | Västernorrlands län  | N   | Höga kusten/Kvarkens skärgård                                                                    |
| 2001 | Dalarnas län         | K   | Falun och Kopparbergslagen                                                                       |
| 2001 | Kalmar län           | K   | Södra Ölands odlingslandskap                                                                     |
| 2004 | Hallands län         | K   | Radiostationen i Grimeton                                                                        |
| 2005 | Norrbottens län      | K   | Struves meridianbåge — Mätpunkterna "Kerrojupukka", "Pajtas-vaara", "Perra-vaara" och "Pullinki" |
| 2012 | Gävleborgs län       | K   | Hälsingegårdar                                                                                   |

## Tjeckien[41]
| År   | Typ | Namn                                        |
| ---- | --- | ------------------------------------------- |
| 1992 | K   | Gamla staden i Český Krumlov                |
| 1992 | K   | Gamla staden i Prag                         |
| 1992 | K   | Gamla staden i Telč                         |
| 1994 | K   | Vallfartskyrkan i Zelená Hora               |
| 1995 | K   | Gamla staden i Kutná Hora                   |
| 1996 | K   | Kulturlandskapet Lednice-Valtice            |
| 1998 | K   | Historiska byn Holašovice                   |
| 1998 | K   | Kroměřížpalatset och dess trädgårdar        |
| 1999 | K   | Litomyšls slott                             |
| 2000 | K   | Heliga Trefaldighetskolonnen i Olomouc      |
| 2001 | K   | Villa Tugendhat av Mies van der Rohe i Brno |
| 2003 | K   | Basilikan och judiska kvarteret i Třebíč    |

## Turkiet[42]
| År   | Typ | Namn                                            |
| ---- | --- | ----------------------------------------------- |
| 1985 | K   | Göreme nationalpark och klipporna i Kappadokien |
| 1985 | K   | De historiska områdena i Istanbul               |
| 1985 | K   | Stora moskén och sjukhuset i Divriği            |
| 1986 | K   | Hattusa                                         |
| 1987 | K   | Nemrut Dag                                      |
| 1988 | K   | Hierapolis och Pamukkale                        |
| 1988 | K   | Xanthos-Letoon                                  |
| 1994 | K   | Safranbolu                                      |
| 1998 | K   | Troja, arkeologiskt område                      |

## Tyskland[43]
| År   | Förbundsland           | Typ | Namn |
| ---- | ---------------------- | --- | --- |
| 1978 | Nordrhein-Westfalen    | K   | Aachens domkyrka |
| 1981 | Bayern                 | K   | Residenset i Würzburg med dess gårdsplan och trädgårdar                                                             |
| 1981 | Rheinland-Pfalz        | K   | Speyers domkyrka |
| 1983 | Bayern                 | K   | Vallfärdskyrkan i Wies                                                                                              |
| 1984 | Nordrhein-Westfalen    | K   | Slotten Augustusburg och Falkenlust i Brühl                                                                         |
| 1985 | Niedersachsen          | K   | Hildesheims domkyrka och Mikaeliskyrkan i Hildesheim                                                                |
| 1986 | Rheinland-Pfalz        | K   | Romerska monument, Triers domkyrka och Liebfrauenkyrkan i Trier                                                     |
| 1987 | Schleswig-Holstein     | K   | Hansastaden Lübeck samt Holstentor                                                                                  |
| 1990 | Berlin                 | K   | Palats och parker i Potsdam och Berlin (delvis i Brandenburg)                                                       |
| 1990 | Brandenburg            | K   | Palats och parker i Potsdam och Berlin (delvis i Berlin)                                                            |
| 1991 | Hessen                 | K   | Abbotsstift och Altenmünster i Lorsch                                                                               |
| 1992 | Niedersachsen          | K   | Rammelsbergsgruvan, gamla staden i Goslar och Oberharz vattenregale (utvidgad 2010)                                 |
| 1993 | Baden-Württemberg      | K   | Klostret Maulbronn (Cistercienserabbotsstift)                                                                       |
| 1993 | Bayern                 | K   | Bamberg, det största stadscentrumet i Tyskland, som fortfarande är oförstört                                        |
| 1994 | Saarland               | K   | Völklingens järnverk                                                                                                |
| 1994 | Sachsen-Anhalt         | K   | Kollegiatsstiftskyrkan, slottet och gamla stan i Quedlinburg                                                        |
| 1995 | Hessen                 | K   | Fossilfyndplatsen Messels gruva                                                                                     |
| 1996 | Nordrhein-Westfalen    | K   | Kölnerdomen |
| 1996 | Sachsen-Anhalt         | K   | Bauhaus och dess byggnader i Weimar och Dessau (delvis i Thüringen)                                                 |
| 1996 | Sachsen-Anhalt         | K   | Luthers minnesmärken i Eisleben och Wittenberg (delvis i Thuringen)                                                 |
| 1996 | Thüringen              | K   | Bauhaus-skolan och dess byggnader i Weimar och Dessau (delvis i Sachsen-Anhalt)                                     |
| 1996 | Thüringen              | K   | Luthers minnesmärken i Eisleben och Wittenberg (delvis i Sachsen-Anhalt)                                            |
| 1998 | Thüringen              | K   | Det klassiska Weimar                                                                                                |
| 1999 | Berlin                 | K   | Museumsinsel i Berlin                                                                                               |
| 1999 | Thüringen              | K   | Wartburg i närheten av Eisenach                                                                                     |
| 2000 | Baden-Württemberg      | K   | Klosterön i Reichenau                                                                                               |
| 2000 | Sachsen-Anhalt         | K   | Trädgårdsområdet Dessau-Wörlitz                                                                                     |
| 2001 | Nordrhein-Westfalen    | K   | Zeche Zollverein, gruva och koksverk i Essen                                                                        |
| 2002 | Hessen                 | K   | Kulturlandskapet Mittelrhein vid floden Rhen (delvis i Rheinland-Pfalz)                                             |
| 2002 | Mecklenburg-Vorpommern | K   | Städerna Stralsunds och Wismars historiska centrum                                                                  |
| 2002 | Rheinland-Pfalz        | K   | Kulturlandskapet Mittelrhein vid floden Rhen (delvis i Hessen)                                                      |
| 2004 | Bremen                 | K   | Rådhuset och Rolandstatyn i Bremen                                                                                  |
| 2004 | Sachsen                | K   | Muskauparken (delvis i Polen)                                                                                       |
| 2004 | Sachsen                | K   | Elbes dalgång i Dresden (struket från världsarvslistan 2009)                                                        |
| 2005 | Baden-Württemberg      | K   | Romarrikets yttre gränser - Limes i övre Germanien och Raetien (delvis i andra förbundsstater och i Storbritannien) |
| 2005 | Bayern                 | K   | Romarrikets yttre gränser - Limes i övre Germanien och Raetien (delvis i andra förbundsstater och i Storbritannien) |
| 2005 | Hessen                 | K   | Romarrikets yttre gränser - Limes i övre Germanien och Raetien (delvis i andra förbundsstater och i Storbritannien) |
| 2005 | Rheinland-Pfalz        | K   | Romarrikets yttre gränser - Limes i övre Germanien och Raetien (delvis i andra förbundsstater och i Storbritannien) |
| 2006 | Bayern                 | K   | Regensburg historiska stadskärna samt Stadtamhof                                                                    |
| 2008 | Berlin                 | K   | Berlins modernistiska bostadsområden                                                                                |
| 2009 | Niedersachsen          | N   | Vadehavet - Nationalpark Niedersächsisches Wattenmeer                                                               |
| 2009 | Schleswig-Holstein     | N   | Vadehavet - Nationalpark Schleswig-Holsteinisches Wattenmeer                                                        |
| 2011 | ?                      | K   | Förhistoriska pålhus i Alperna                                                                                      |
| 2011 | -flera-                | N   | Bokurskogarna i Karpaterna och Tyskland                                                                             |
| 2011 | Niedersachsen          | K   | Fagusverken |
| 2012 | Bayern                 | K   | Markgräfliches Opernhaus                                                                                            |
| 2013 | Hessen                 | K   | Bergpark Wilhelmshöhe                                                                                               |
| 2014 | Nordrhein-Westfalen    | K   | Corvey |
| 2015 | Hamburg                | K   | Speicherstadt |
| 2017 | Baden-Württemberg      | K   | 6 grottor med konst från istiden i bergstrakten Schwäbische Alb                                                     |
| 2018 | Thüringen              | K   | Naumburgs domkyrka                                                                                                  |
| 2018 | Schleswig-Holstein     | K   | Hedeby och Danevirke                                                                                                |

## Ukraina[45]
| År   | Typ | Namn                                                |
| ---- | --- | --------------------------------------------------- |
| 1990 | K   | Sankta Sofiakatedralen och Petjerskaklostret i Kiev |
| 1998 | K   | De historiska delarna av Lviv                       |
| 2005 | K   | Struves meridianbåge                                |
| 2007 | N   | Bokurskogarna i Karpaterna och Tyskland             |
| 2011 | N   | Bukovinska och dalmatiska metropoliters residens    |

## Ungern[46]
| År   | Typ | Namn                                                                        |
| ---- | --- | --------------------------------------------------------------------------- |
| 1987 | K   | Budapest med Donaus ständer, Budaslottets kvarter och Andrássyallén         |
| 1987 | K   | Gamla byn Hollókő och dess omgivningar                                      |
| 1995 | N   | Grottorna i Aggtelek karst och Slovakiska karst                             |
| 1996 | K   | Tusenåriga benediktinabbotsstiftet Pannonhalma och dess naturliga omgivning |
| 1999 | K   | Hortobágy nationalpark – Pusztan                                            |
| 2000 | K   | Gamla kristna begravningsplatser i Pécs                                     |
| 2001 | K   | Kulturlandskapet Fertö / Neusiedlersjön                                     |
| 2003 | K   | Vingårdsregionen Tokajs historiska kulturlandskap                           |

## Vatikanstaten[47]
| År   | Typ | Namn |
| ---- | --- | --- |
| 1980 | K   | Roms historiska centrum, Vatikanstatens egendomar i Rom med extraterritoriella rättigheter och San Paolo fuori le Mura |
| 1984 | K   | Vatikanstaden |

## Belarus[48]
| År   | Typ | Namn                 |
| ---- | --- | -------------------- |
| 1979 | N   | Bialowiezaskogen     |
| 2000 | K   | Mirs slott           |
| 2005 | K   | Njasvizj slott       |
| 2005 | K   | Struves meridianbåge |

## Österrike[49]
| År   | Typ | Namn                                     |
| ---- | --- | ---------------------------------------- |
| 1996 | K   | Gamla staden i Salzburg                  |
| 1996 | K   | Slottet i Schönbrunn och dess trädgårdar |
| 1997 | K   | Kulturlandskapet Salzkammergut           |
| 1998 | K   | Semmeringbanan                           |
| 1999 | K   | Gamla staden i Graz                      |
| 2000 | K   | Kulturlandskapet Wachau                  |
| 2001 | K   | Kulturlandskapet Neusiedlersjön          |
| 2001 | K   | Gamla staden i Wien                      |
| 2011 | K   | Förhistoriska pålhus i Alperna           |